# Itria Gadhala
Itria Gadhala fou un petit estat tributari protegit de l'Índia, al nord de Kathiawar, província de Gujarat, presidència de Bombai, a uns 25 km al nord-oest de Dhasa (estació ferroviària). El formaven únicament dos pobles cadascun amb un tributari separat. La població era de 774 habitants el 1872 i de 909 el 1881. Els ingressos s'estimaven en 400 lliures i pagava un tribut de 25 lliures al govern britànic i de 8,6 lliures al nawab de Junagarh.